# Райхскомісаріат Дон-Волга
Райхскомісаріа́т Дон-Во́лга (нім. Reichskommissariat Don-Wolga) — теоретичне адміністративне утворення  Третього Райху, заснування якого припускалося на ранніх стадіях планування німецької окупації території СРСР, один з декількох інших райхскомісаріатів. У німецьких меморандумах також іменується просто як Dongebiet (з нім. Донщина, Донська область).

## Загальні відомості
Цей утвір мав би простягтися приблизно від Азовського моря аж до республіки німців Поволжя по території без будь-яких природних кордонів, єдності господарської системи або однорідного населення.  Його орієнтовною столицею називався Ростов-на-Дону.  На посаду райхскомісара нацистський ідеолог Альфред Розенберг запропонував Дітріха Клаггеса, прем’єр-міністра землі Брауншвейг.
Хоча спочатку передбачалося п'ять таких адміністративних утворень, у кінцевому підсумку від цього райхскомісаріату відмовилися, оскільки він не носив конкретної політичної мети. Таким чином, німецька влада у другій половині травня 1941 р. вирішила обмежити кількість адміністративних одиниць, які належало створити на сході, до чотирьох. На пропозицію Розенберга територію райхскомісаріату Дон-Волга було розділено між райхскомісаріатом Україна та райхскомісаріатом Кавказ, з чим Гітлер погодився. Інші джерела стверджують, що його територію, яка охоплювала 55 000 км² і включала заплановані на прикінцевому етапі генеральні округи Ростов, Воронеж і Саратов, пізніше було приєднано тільки до райхскомісаріату Україна.